# Krieg dem Kriege
Krieg dem Kriege! é o nome original do livro antibelicista Guerra contra guerra! de 1924.
Inspirado nos horrores da primeira grande guerra, Ernst Friedrich organizou o livro com centenas de fotos do evento, explicitando as situações dramáticas durante e após as batalhas.
Traduzido para diversos idiomas, Guerra contra guerra! é um marco na história da fotografia.